# Federalist-Artikel Nr. 1

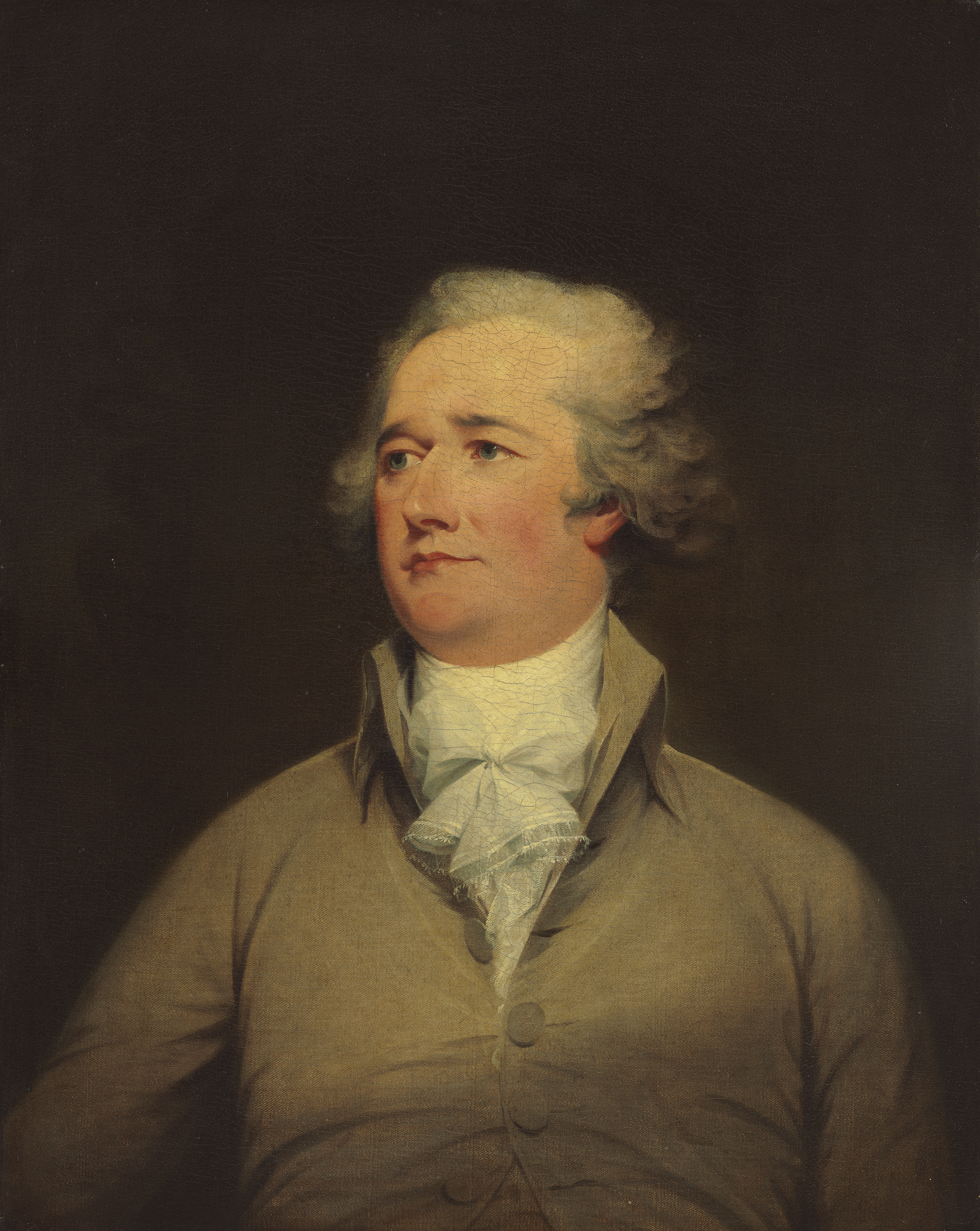
Alexander Hamilton, Autor des Federalist-Artikel Nr. 1

Der Federalist-Artikel Nr. 1 ist ein Essay von Alexander Hamilton, der eine Reihe von 85 Aufsätzen einleitet, die 1787–88 in den Zeitungen „Independent Journal“, „New-York Packet“ und „Daily Advertiser“ erschienen und unter dem Namen Federalist Papers bekannt geworden sind. Artikel Nr. 1 wurde am 27. Oktober 1787 im Independent Journal unter dem Pseudonym „Publius“ veröffentlicht.

## Geschichtlicher Hintergrund

### Debatte über die Verfassung
Die 1777 verabschiedeten Konföderationsartikel (Articles of Confederation) der Vereinigten Staaten hatten sich schon wenige Jahre nach ihrer Ratifizierung 1781 als unzureichend erwiesen, um den Staatenbund zu regieren. 1787 war die Philadelphia Convention einberufen worden, um die Artikel zu überarbeiten, hatte im Ergebnis aber eine neue Verfassung entworfen. Im September 1787 wurde der Entwurf zur Ratifizierung an Verfassungskonvente in den einzelnen Staaten geleitet. Vom gleichen Monat an wurde der Verfassungsentwurf Gegenstand einer intensiv geführten öffentlichen Debatte. Gegner der Föderation („Anti-Federalists“) agitierten in Zeitungsartikeln gegen die Ratifizierung des Entwurfs. Diesen entgegneten auf Seiten der Föderalisten die Aufsätze von Alexander Hamilton, James Madison und John Jay.

### Hamiltons Einschätzung der Situation im September 1787
In einer privaten Aufzeichnung vom September 1787 schrieb Hamilton seine Einschätzung der aktuellem Situation nieder. Für den Erfolg des Verfassungsentwurfs spreche das hohe Ansehen General George Washingtons, ebenso das Interesse der Wirtschaft an einer Regierung, die den Handel regulieren, schützen und ausweiten könne, ferner das Bedürfnis der vermögenden Bürger nach Schutz vor Gewalt im Inneren und Einschränkungen ihres Vermögens. Für die Verfassung spreche auch das Interesse der Gläubigerstaaten der USA an einer Regierung, die die Schulden des Landes bedienen könne. Generell sei sich die breite Bevölkerung des Unvermögens der bestehenden Konföderation bewusst, den Bestand der Union zu garantieren, sowie der Notwendigkeit der Union für ihren Schutz und ihren Wohlstand. Generell herrsche ein ausgeprägtes Bedürfnis nach einem Wechsel vor; die Einstellung gegenüber den Vorschlägen des Verfassungskonvents sei positiv.
Gegen den Erfolg der Verfassungsinitiative spreche die Ablehnung zweier oder dreier wichtiger Delegierter im Konvent, die ihren persönlichen Einfluss geltend machen wollten, sowie einer nicht genau zu bestimmenden Anzahl von Regierungsbeamten in den Bundesstaaten, die von einer starken Zentralregierung nur eine Beschränkung ihrer persönlichen Macht erwarten könnten. Ferner könnten weitere Amtsinhaber aus dem ehrgeizigen Bedürfnis heraus, selbst eine Rolle bei den Veränderungen zu spielen und damit ihre eigene Person aufzuwerten, sich gegen die Verfassung aussprechen. Hoch verschuldete Personen könnten sich gegen eine Regierung aussprechen, die Schulden wirksam eintreibt. Bedenken tragen könnten weiter Menschen, die nicht wollen, dass die gesamte demokratische Staatsgewalt in die Hände einiger Weniger gelegt werde, und zuletzt die Interessen fremder Staaten, die nicht wollten, dass eine energische Zentralregierung die Einzelstaaten leite.
Die Diskussion um die Verfassung könne solche Feindseligkeit in der Bevölkerung erwecken, dass dieser Umstand zusammen mit der wirklichen Notwendigkeit politischer Veränderungen sogar einen Bürgerkrieg hervorrufen könne. Infolgedessen könnte die Union zerfallen und ganz unterschiedliche Regierungsformen bis hin zur Monarchie in einzelnen Staaten entstehen. Auch wenn kein Bürgerkrieg ausbreche, könnten sich einzelne Staaten in unterschiedlichen Konföderationen zusammenschließen. Eine Wiedervereinigung mit Britannien unter der Monarchie eines Mitglieds des britischen Königshauses erschien Hamilton möglich, wenn auch nicht sehr wahrscheinlich.
Von der Wahl George Washingtons zum Präsidenten der Vereinigten Staaten erwartet sich Hamilton die Auswahl geeigneter Staatsbeamter und eine gute Regierung, welche das Vertrauen und die Zustimmung der Bürger wiederherstellen und die Rolle der Bundesregierung gegenüber den Regierungen der Bundesstaaten weiter stärken könne. Demgegenüber berge eine schwache Zentralregierung die Gefahr, dass im Konflikt zwischen Zentrale und Einzelstaaten die Union letztlich zerbrechen würde. Diese Möglichkeit sieht Hamilton als die wahrscheinlichste an. Insgesamt rechnete er mit einer Zeitspanne von acht bis neun Monaten bis zur Ratifizierung der Verfassung.

## Inhalt

### Verfassungsdiskussion als historische Zeitenwende
Hauptziel des Aufsatzes ist, die Bürger davon zu überzeugen, dass das in den Articles of Convention definierte politische System in dieser Form nicht beibehalten werden könne. Dies könne vielen als überzogene Forderung erscheinen; es könne schwierig sein, jemanden davon zu überzeugen, ein bestehendes politisches System aufzugeben, sofern es nicht vollständig versagt habe. Hamilton war sich der Schwere der Entscheidung bewusst, vor der die Menschen damals standen. In der Einleitung des Aufsatzes drückt er es folgendermaßen aus:

„Man hat verschiedentlich darauf hingewiesen, daß es offenbar dem Volk dieses Landes vorbehalten ist, durch sein Verhalten und Beispiel über die wichtige Frage zu entscheiden, ob menschliche Gemeinschaften tatsächlich fähig sind, durch Nachdenken und freie Entscheidung ein gutes Regierungssystem einzurichten, oder ob sie auf ewig, was ihre jeweilige politische Verfassung betrifft, von Zufall und Gewalt abhängig bleiben. Wenn das auch nur teilweise wahr ist, dann ist der kritische Punkt, an dem wir uns jetzt befinden, wirklich und wahrhaftig die Zeitenwende, an der diese Entscheidung fallen muß. Ein falscher Schritt bei dem, was wir tun, muß aus dieser Perspektive als Unglück für die gesamte Menschheit erscheinen.“

### Motive und Argumente in der politischen Diskussion
Bewusst ist sich Hamilton aber auch der Einseitigkeit der gegnerischen Argumente. Federalist Nr. 1 gesteht zu, dass Meinungen nie vollständig objektiv sind, wenn bedeutende Themen diskutiert werden. Hamilton schreibt:

„Glücklich wird man es nennen können, wenn unsere Wahl von einer klugen Einschätzung unserer wahren Interessen geleitet wird, gradlinig und unbeeinträchtigt von Überlegungen, die nichts mit dem Gemeinwohl zu tun haben. Doch dies ist wohl etwas, was man wohl zutiefst wünschen, nicht aber ernstlich erwarten kann.“

Hamilton untersucht eingehend die verschiedenen Tendenzen der Argumentation. Er identifiziert nicht nur Standpunkte mit eindeutig zerstörerischer Absicht, sondern berücksichtigt auch die große Zahl von Personen, die trotz guter Absicht offenkundiger Einseitigkeit unterliegen. Sogar solche Menschen, die sich selbst für unparteiisch halten, können häufig im Grunde voreingenommen sein:

„Wir müssen ehrlicherweise eingestehen, daß auch solche Männer durch ehrliche Absichten motiviert sind, und ohne Zweifel rührt ein Großteil der bisher aufgetretenen und der in Zukunft noch entstehenden Opposition mindestens aus makellosen, wenn nicht ehrenwerten Beweggründen her — ehrlichen Fehleinschätzungen von Männern, die durch einmal übernommene Gefühle von Missgunst und Furcht in die Irre geführt werden.“

Die Diskussion möglicher die Debatte bestimmender Beweggründe führt gleichzeitig ein Schlüsselthema der gesamten Aufsatzsammlung ein, nämlich die Beziehung zwischen Motiv und Argumentation in der Politik. Hamilton legt dar, dass politische Beweggründe für die Stichhaltigkeit des Arguments bedeutungslos sind. Argumente stehen und fallen aufgrund ihrer eigenen Stärke und können durch das Wissen um die dahinter stehenden Motive weder mehr, noch weniger Gewicht erhalten. Aufgrund der Bedeutungslosigkeit persönlicher Beweggründe im Hinblick auf die Stichhaltigkeit ihrer Argumentation hätten sich die Autoren der „Federalist Papers“ entschieden, unter Pseudonymen zu veröffentlichen.

### Warnung vor Demagogie und Machtstreben
Hamilton sah voraus, dass die Anti-Federalists die Debatte fortsetzen würden, und dass die Verfassung der Vereinigten Staaten die Meinungen weiterhin spalten würde. Ausdrücklich warnt er vor der Stigmatisierung der jeweiligen Kontrahenten in der Debatte:

„Der aufklärerische Eifer für mehr Stärke und Effizienz des Regierungssystems wird als Ausgeburt einer Persönlichkeit stigmatisiert, die despotische Macht liebt und den Grundsätzen der Freiheit feindlich gesinnt ist.“

Hamilton weist darauf hin, dass die Stärke eines politischen Systems und die Sicherung der persönlichen Freiheit eng miteinander verbunden sind. Hinter der Maske des „besonderen Eifers für die Rechte des Volkes“ verberge sich häufiger ein gefährliches Machtstreben, als hinter dem nachdrücklichen Eintreten für politische Stabilität und individuelle Freiheit:

„Die Geschichte lehrt uns, daß ersterer sich als der leichtere Weg zur Einführung des Despotismus erwiesen hat als letzterer, und von den Männern, die die Freiheitsrechte von Republiken zu Fall brachten, die meisten ihre Karriere damit begannen, dem Volk kriecherisch den Hof zu machen. Sie begannen als Demagogen und endeten als Tyrannen.“

### Unterstützung der neuen Verfassung
Ausdrücklich und bewusst einseitig argumentierend, ermutigt der Federalist-Artikel Nr. 1 die Bevölkerung, die neue Verfassung anzunehmen:

„Der allgemeinen Anlage der Argumentation war zweifellos zu entnehmen, daß sie einer Quelle entspringen, die der neuen Verfassung nicht unfreundlich gesonnen ist. Ja, meine Landsleute, ich gestehe, ich bin eindeutig der Meinung, daß es nach aufmerksamer Überprüfung in Eurem Interesse liegt, sie anzunehmen.“

### Schlüsselbegriffe der Federalist-Artikel
Hamilton stellt abschließend sechs Schlüsselbegriffe vor, die in den nachfolgenden Federalist-Artikeln diskutiert werden sollen:
1. Der Nutzen der Union für das Wohl [des Staates New York];[10]
2. Die fehlende Fähigkeit der Konföderation, die Union aufrechtzuerhalten;[11]
3. Die Notwendigkeit einer mindestens ebenso starken Regierung wie der vorgeschlagenen, um dieses Ziel zu gewährleisten;[12]
4. Die Übereinstimmung der vorgeschlagenen Verfassung mit den Grundsätzen der republikanischen Regierungsform;[13]
5. Die Übereinstimmung den Verfassungen der einzelnen Bundesstaaten;[14]
6. Die zusätzliche Sicherheit, die eine Verfassung dem Erhalt der Regierungsform [in den einzelnen Staaten] der Freiheit und des Wohlstands verleihen würde.[15]